# Metro-North Railroad
A Metro-North Railroad (MNCR) é um sistema ferroviário suburbano operado e mantido pela Metropolitan Transportation Authority (MTA). A MNCR fornece serviços ferroviários para os subúrbios ao norte da cidade de Nova Iorque, nos estados de Nova Iorque e Connecticut, utilizando 5 linhas diferentes, tendo como terminal o Grand Central Terminal em Manhattan. Com 1.266 quilômetros de trilhos e 124 estações, transporta cerca de 300.000 passageiros por semana, sendo assim a terceira maior ferrovia suburbana da América do Norte, estando atrás da Long Island Rail Road e da NJ Transit.
No passado, a região metropolitana de Nova Iorque era servida por muitas ferrovias suburbanas operadas por grandes companhias como a Pennsylvania, a New York Central, a Erie e a New Haven. Com o fim da Segunda Guerra Mundial e a subsequente queda nos números das ferrovias, as companhias foram forçadas a continuar a oferecer esses serviços, embora que cortando custos. Com a falência da Penn Central no início dos anos 1970, a MTA passou a operar os serviços suburbanos ao norte da cidade em 1972, o que levou a criação da Metro-North Railroad.